# Ian Moore (Radsportler)
Ian Moore (* 11. November 1938 in Antrim) ist ein ehemaliger irischer Radrennfahrer.

## Sportliche Laufbahn
1959 gewann Moore als erster Ire die Tour of Scotland vor Norman Baty. Er war auf einem Tagesabschnitt erfolgreich. 1960 ging er nach Frankreich und konnte dort einige Rennen gewinnen. Darunter war das Etappenrennen Grand Prix l’Economique.  
Von 1959 bis 1965 startete er als Unabhängiger. 1962 hatte er ein Angebot des Radsportteams Pelforth-Savauge aus Frankreich, lehnte dieses jedoch ab.
1961 bestritt er die Tour de France im britischen Team und schied auf der 3. Etappe gemeinsam mit seinem Teamkollegen Tom Simpson aus. Nach Seamus Elliott war er der zweite Ire in der Tour de France. 
1962 gewann er das Rennen Essor Breton und das Eintagesrennen Paris–Tours für Amateure, sowie als erster Ausländer den Grand Prix L’Équipe.  1964 wurde er Dritter der Tour du Loir et Cher hinter dem Sieger Maurice Benet. Im Grand Prix Cannes 1963 wurde er Dritter.